# Scotochrosta caerulescens
Scotochrosta caerulescens är en fjärilsart som beskrevs av Leo Schwingenschuss 1938. Scotochrosta caerulescens ingår i släktet Scotochrosta och familjen nattflyn. Inga underarter finns listade.